# Sun Fu
Sun Fu (chinesisch 孫府), Großjährigkeitsname Guoyi (國儀) war ein General der Wu-Dynastie zur Zeit der Drei Reiche im alten China.
Er war der zweite Sohn von Sun Qiang, dem älteren Zwillingsbruder des Generals Sun Jian. Am Angriff seines Vetters Sun Ce gegen den kaiserlichen Inspektor Liu Xun nahm er mit großem Erfolg teil und diente dann an der Nordgrenze gegen den Kriegsherrn Cao Cao. Als er später überlegte, ob er sich nicht Cao Cao unterwerfen solle, wurde er seines Amtes enthoben und eingesperrt. Seine Söhne Sun Xing, Sun Zhao, Sun Wei und Sun Xin wurden milde behandelt und erhielten später Marquistitel.